# China Airlines

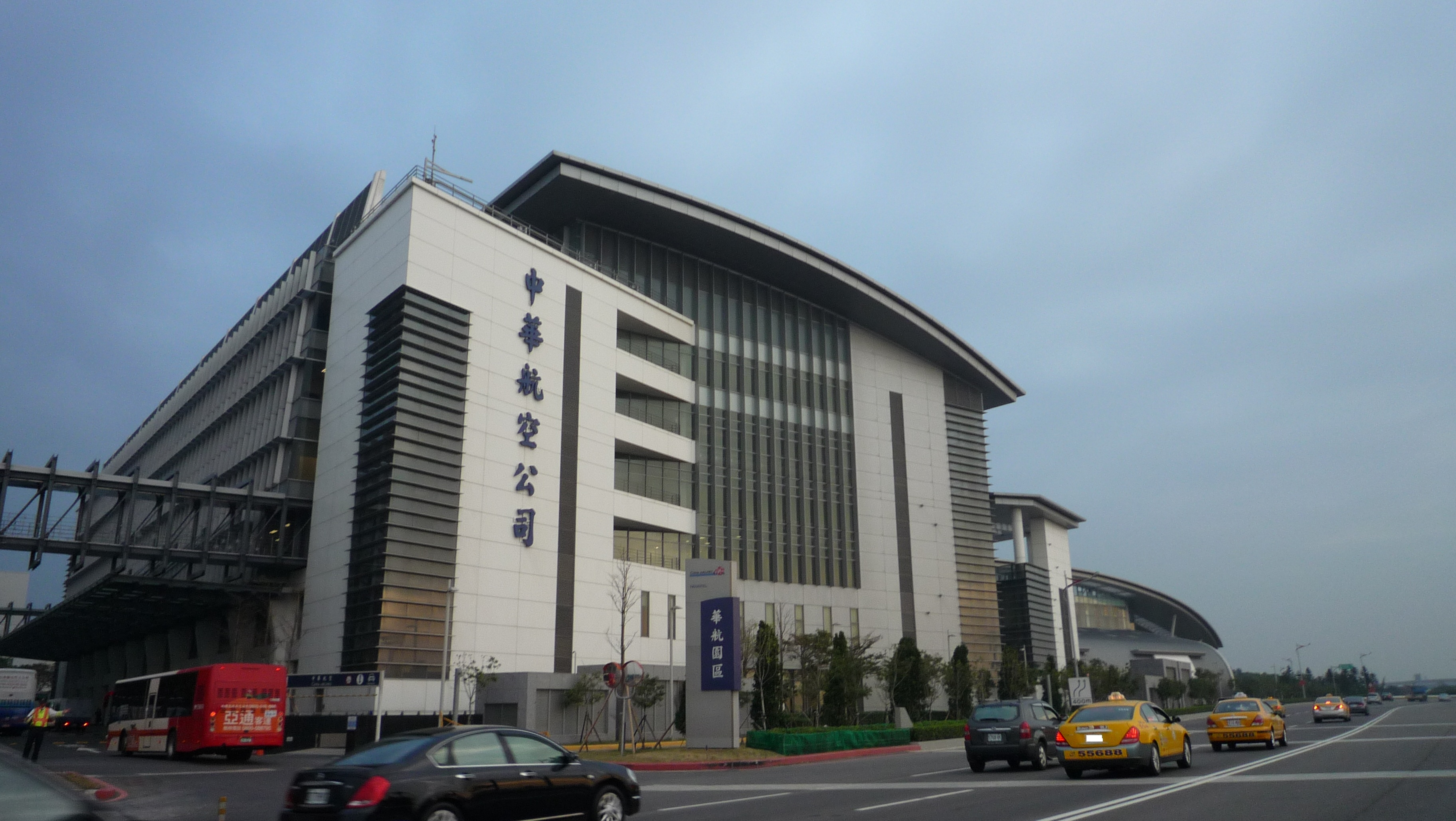
CAL Park, het hoofdkantoor van China Airlines

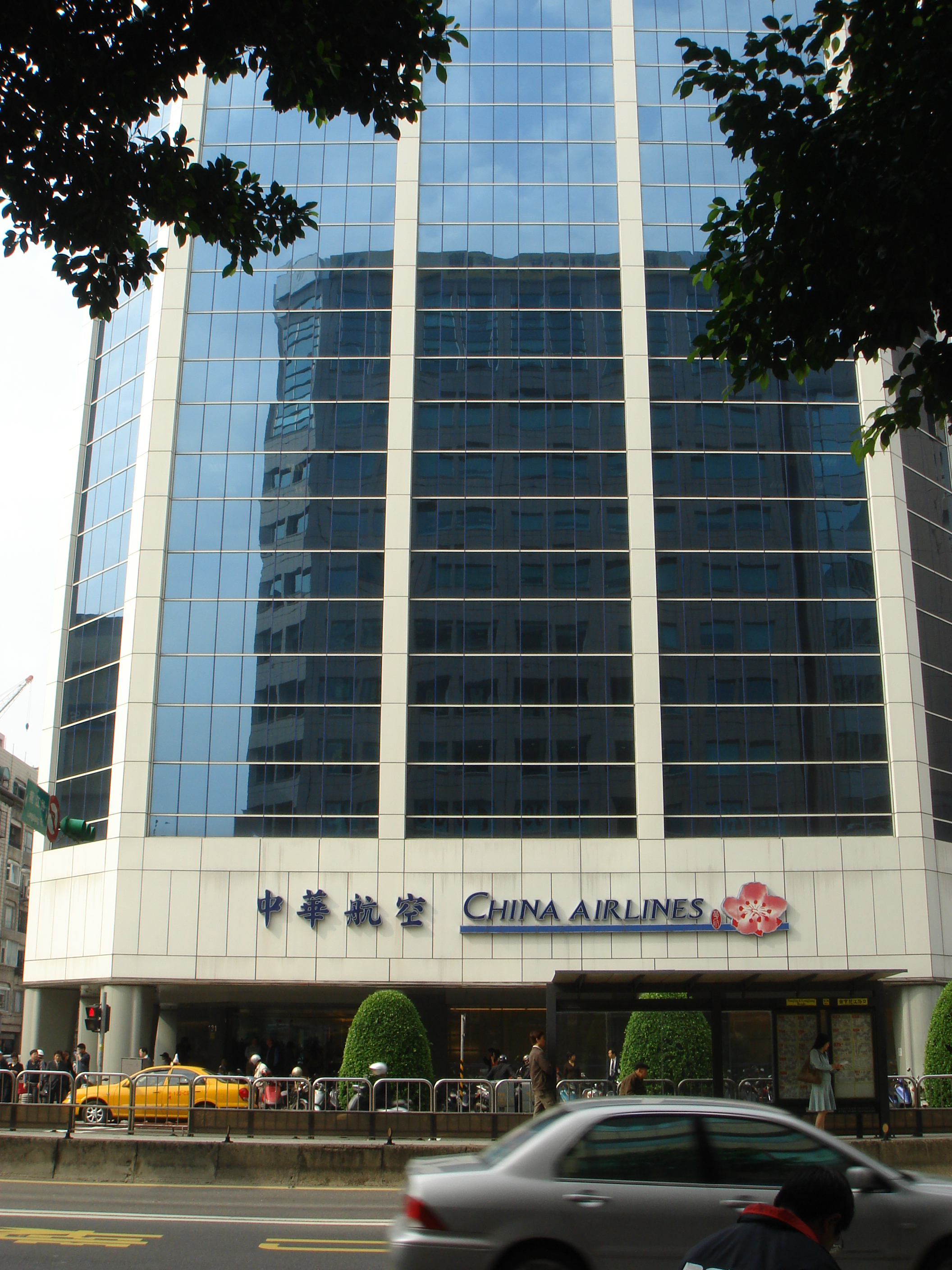
Het voormalig hoofdkantoor van de China Airlines

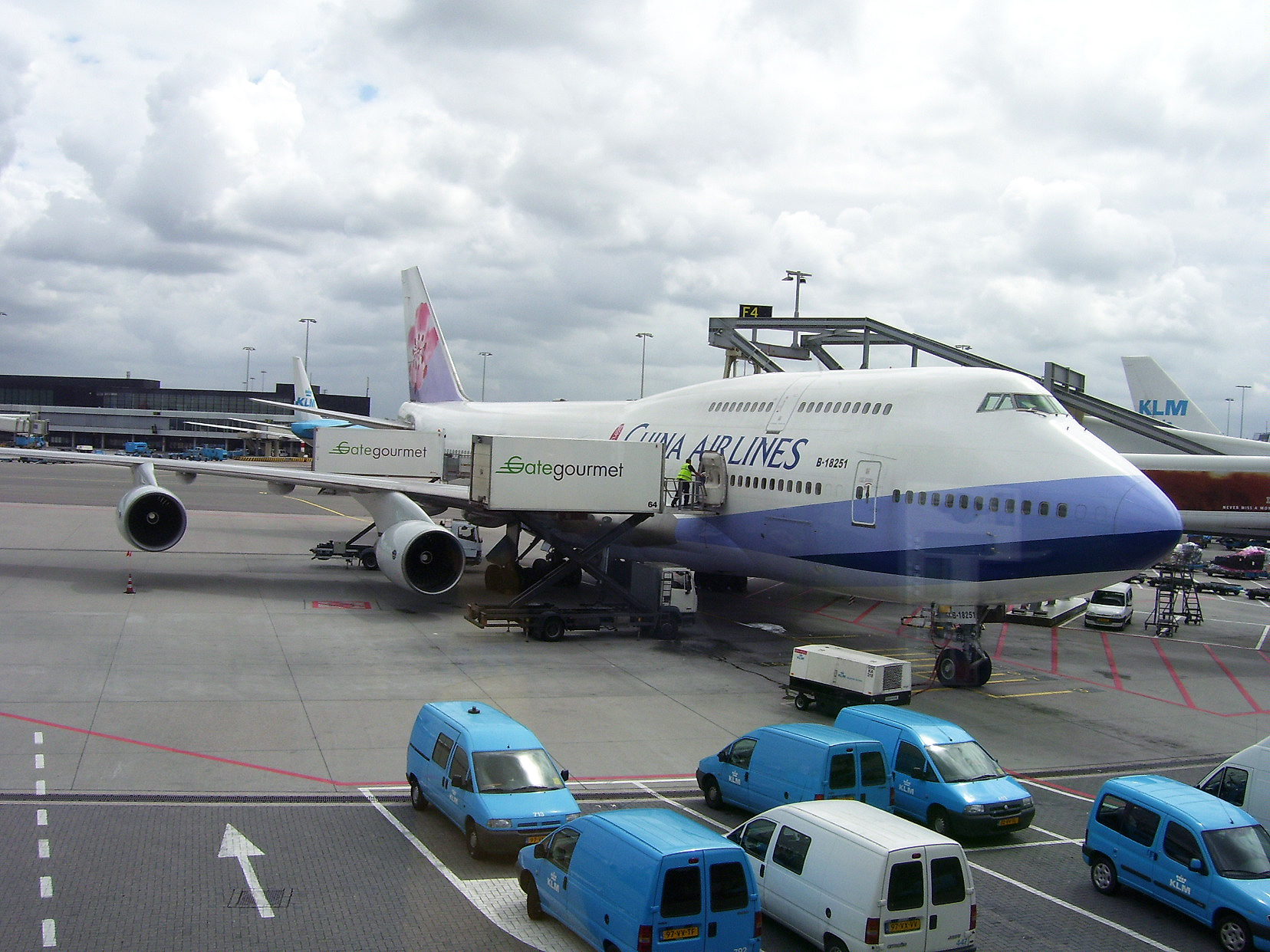
Een Boeing 747-400 klaar voor vertrek vanaf Schiphol

China Airlines (Chinees: 中華航空, vaak afgekort tot 華航) is de nationale luchtvaartmaatschappij van Taiwan (de Republiek China). De maatschappij moet niet worden verward met Air China, dat de nationale luchtvaartmaatschappij van de Volksrepubliek China is. China Airlines maakt deel uit van de Skyteam-alliantie.
De luchtvaartmaatschappij heeft zijn hub (knooppunt) op Chiang Kai Shek International Airport, nabij Taipei. De maatschappij vliegt naar 156 bestemmingen in Azië, Europa, Noord-Amerika en gebieden in de Stille Oceaan (South Pacific). Per 31 oktober 2018 telde de maatschappij 12.425 medewerkers, waarvan 1817 in het buitenland.
Door politieke gevoeligheden vloog de maatschappij voorheen niet rechtstreeks op de Volksrepubliek China. Passagiers dienden in Hongkong op een andere maatschappij over te stappen. Sinds juli 2008 zijn er wel directe lijndiensten met het vasteland.
De belangrijkste concurrent is EVA Air.

## Geschiedenis
Voor de burgeroorlog in China tussen de nationalisten onder leiding van Chiang Kai-shek en de communisten onder leiding van Mao Zedong waren er twee nationale luchtvaartbedrijven, de China National Aviation Corporation (CNAC), een joint venture van de Chinese overheid met Pan American World Airways, en de Central Air Transport Corporation (CATC), volledig in handen van diezelfde overheid.
In 1946 lukte het de Amerikaanse generaal Claire Lee Chennault en zijn zakenpartner Whiting Russell Willauer, beiden nauw gelieerd aan de nationalisten en uitdrukkelijk anticommunistisch, de luchtvaartmaatschappij Chinese National Relief and Rehabiliton Administration Air Transport (CNRRA Air Transport, ook wel CAT) van de grond te krijgen.
Toen de communisten in 1949 het vasteland van China in handen kregen en de nationalisten moesten uitwijken naar Taiwan, wist Chennault in Washington een half miljard dollar los te krijgen van de Central Intelligence Agency (CIA) om CAT - de afkorting stond inmiddels, sinds 1948, voor Civil Air Transport - voort te zetten in de nieuwe hoofdstad Taipei.
CAT voerde, naast reguliere diensten als luchtvaartmaatschappij in Nationalistisch China, geheime operaties uit in de Volksrepubliek China, Korea, Birma, Vietnam, Laos en Indonesië. In 1959 ging CAT op in Air America, een internationale luchtvaartmaatschappij die werd gefinancierd en aangestuurd door de CIA.
Chennault maakte dat niet meer mee. Hij stierf in 1958 en werd begraven op de Arlington National Cemetery. In de Verenigde Staten werd een luchtmachtbasis naar hem vernoemd, in Taipei werd een standbeeld voor hem opgericht.
Het staatsbedrijf China Airlines begon in 1959 met een C-54 en twee Catalina PBY amfibievliegtuigen. In de jaren zestig lukte het om geregelde diensten uit te voeren, vanaf 1962 lokaal, toen naar Hualien werd gevlogen. In 1966 vond de eerste internationale vlucht plaats, naar Hanoi in Vietnam.
De volgende 22 jaar gaven het beeld van groei. Nieuwe bestemmingen werden toegevoegd, zoals naar Los Angeles International Airport, JFK International Airport, London Heathrow Airport en Charles de Gaulle International Airport. In 1983 voegde de maatschappij Amsterdam toe aan de bestemmingen. Later werd een vlucht rond de wereld toegevoegd aan de bestemmingen. Deze is echter in 1986 of 1987 opgeheven. De route was: Taipei-Anchorage-New York (John F. Kennedy International Airport)-Amsterdam-Dubai-Taipei.
Vanaf 1993 worden op beperkte schaal aandelen van China Airlines verhandeld op de Taiwan Stock Exchange.
Sinds 7 oktober 1995 is de bloem van de pruim het symbool van de maatschappij, in plaats van de vlag van Taiwan.
Op 17 april 2002 voerde China Airlines als laatste maatschappij een geregelde internationale vlucht uit vanaf het vliegveld Tokio-Haneda Airport, voordat alle internationale vluchten vanaf Tokio-Narita Airport werden uitgevoerd (vanaf 18 april).
In 2009 werden de eerste directe vluchten naar het Chinese vasteland uitgevoerd. De maatschappij voegde 13 bestemmingen toe waaronder Xiamen, Xi'an, Ningbo en Shenyang.

## Ongevallen en incidenten
- 12 augustus 1970: een YS-11 van de luchtvaartmaatschappij raakte een bergwand tijdens de landing te Taipei. 14 personen kwamen om het leven. Dit was het eerste dodelijke ongeval van de maatschappij.
- In 1971 verongelukte een Caravelle van China Airlines nadat het door een bomaanslag werd opgeblazen. 25 personen werden gedood. Het incident vond plaats boven Penghu-eilanden.
- In 1985 verloor de piloot van China Airlines-vlucht 006 de controle over het toestel, nadat alles onder controle was werd er een noodlanding uitgevoerd op San Francisco International Airport.
- In 1986 stortte een Boeing 737 neer te Makung (Penghu-eilanden), 13 personen kwamen om.
- In 1991 crashte een Boeing 747-vrachtvliegtuig te Wanli (Taiwan), nadat motor nummer 3 en 4 gestopt waren en het toestel tegen een berg vloog. Vijf personen kwamen om het leven.
- In 1994 vond een ongeval met een Airbus A300 plaats tijdens de landing van het vliegtuig in Nagoya (Japan). 264 personen kwamen om het leven.
- In 1998 vond een tweede incident met een Airbus A300 plaats tijdens de landing. Ditmaal gebeurde dit in Taipei, hierbij kwamen de 196 inzittenden en 7 mensen op de grond om het leven.
- In 2002 brak China Airlines-vlucht 611 in meerdere stukken uiteen tijdens een vlucht naar Hong Kong International Airport in Hongkong. Alle inzittenden kwamen om het leven.
- In augustus 2007 ontplofte China Airlines-vlucht 120 tijdens het taxiën na de landing op Naha Airport, Okinawa (Japan). Alle 165 passagiers en bemanningsleden konden op tijd worden geëvacueerd. Het toestel was een Boeing 737 uit de -800 series.